# Kirche der Überführung der Reliquien des Hl. Sava (Dragijevica)

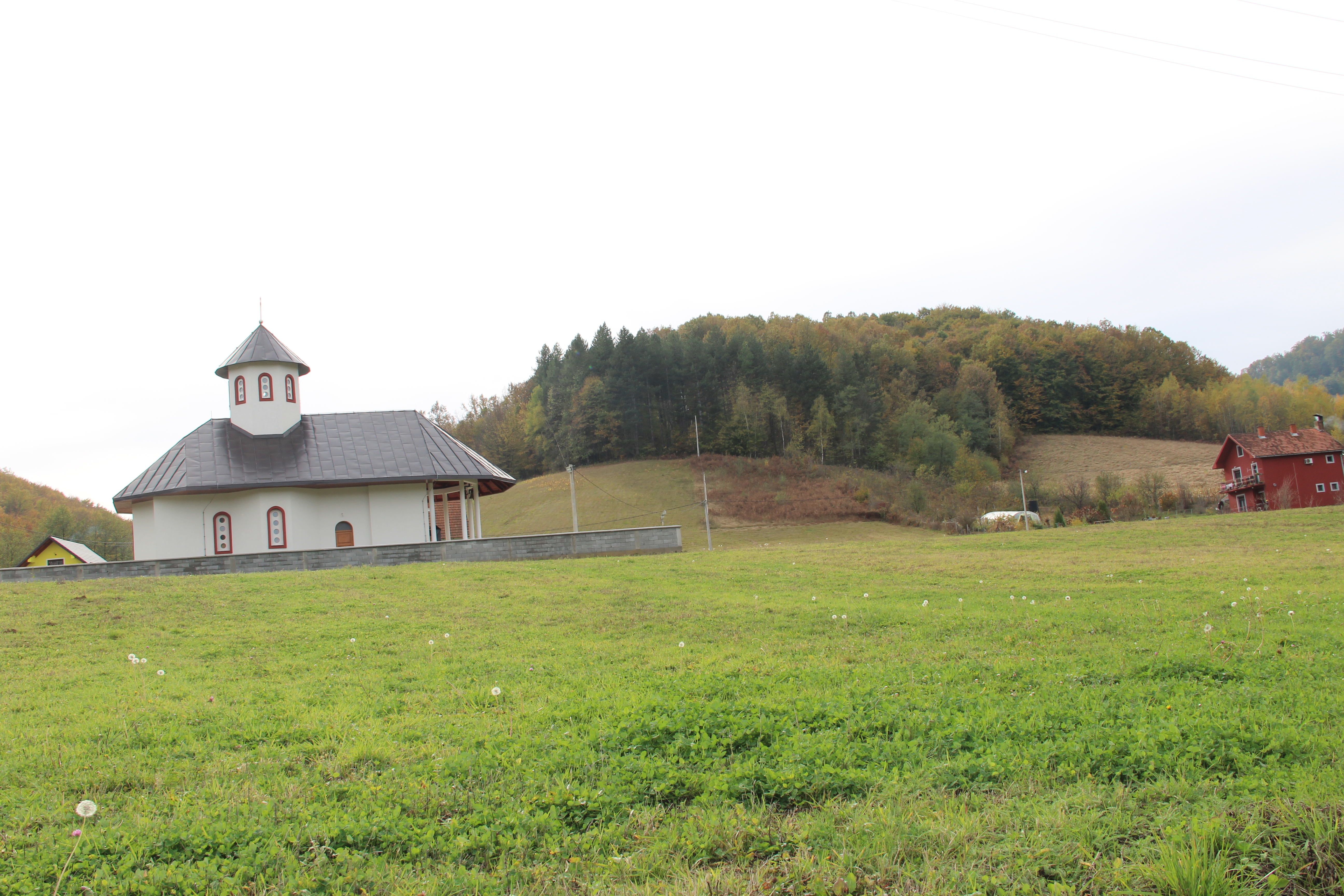
Die Kirche der Überführung der Reliquien des Hl. Sava in Dragijevica

Die Kirche der Überführung der Reliquien des Hl. Sava (serbisch: Црква преноса моштију светог Саве, Crkva prenosa moštiju svetog Save) ist eine serbisch-orthodoxe Kirche im Dorf Dragijevica in der Opština Osečina im westlichen Serbien.
Sie wurde von 2000 bis 2015 erbaut. Das Kirchengebäude ist dem Feiertag geweiht, als die Reliquien des serbischen Nationalheiligen, des ersten Erzbischof und des Erleuchters des serbischen Volkes, Sava von Serbien aus dem bulgarischen Weliko Tarnowo ins Kloster Mileševa im südwestserbischen Gebirgsland etwa 5 km östlich von Prijepolje überführt wurden. Sie ist die einzige Kirche der Eparchie Valjevo geweiht diesem Patrozinium.
Sie ist die Pfarrkirche der Pfarrei Dragijevica im Dekanat Pogorina, der Eparchie Valjevo der Serbisch-Orthodoxen Kirche.

## Lage

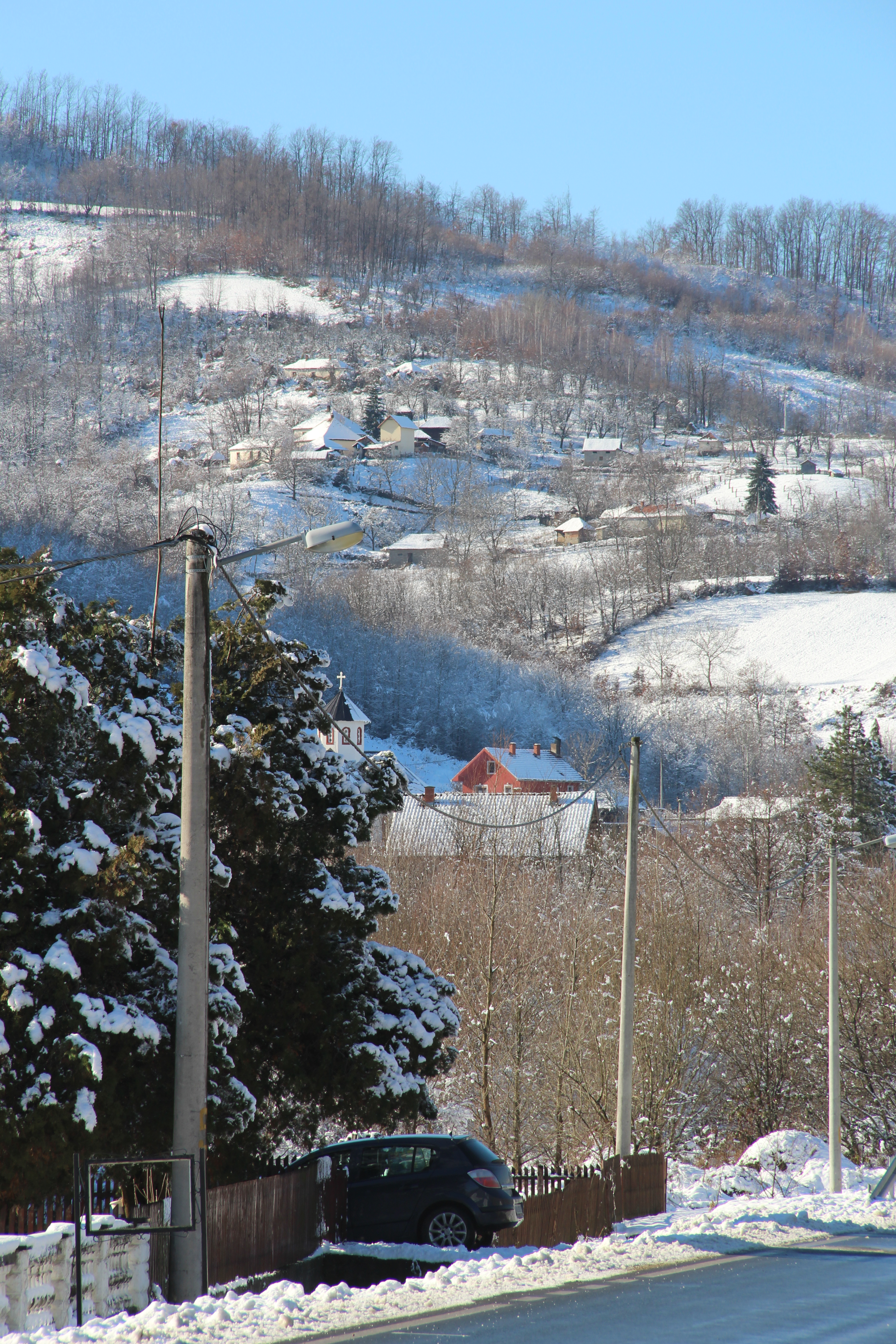
Blick auf einen Teil von Dragijevica im Winter (hinter dem Baum erkennt man die Kuppel der Kirche)

Die Kirche der Überführung der Reliquien des Hl. Sava steht im (nördlichen) Dorfzentrum von Dragijevica auf der Wiese Lug. Das um die 530 Einwohner zählende Dorf liegt an der Hauptstraße Valjevo-Loznica südöstlich der Gemeindehauptstadt Osečina und etwa 25 km nordwestlich von Valjevo im Okrug Kolubara im nordwestlichen Zentralserbien.
Im ummauerten Kirchhof steht unweit der Kirche das Pfarrhaus.

## Geschichte und Architektur
Laut der örtlichen Legende soll im Jahre 1934 zur Zeit des damaligen Königreich Jugoslawien kurz nach der Ermordung des Königs Aleksandar I Karađorđević im französischen Marseille, dem Bauer Velimir Timotić aus dem Dorf nachts in einer kleinen Wassermühle am Fluss Jadar, der Hl. Sava erschienen sein und ihm die Stelle auf der Wiese Lug gezeigt haben, wo die Dorfbewohner eine Kirche erbauen sollten. Die Dorfbewohner hatten am darauffolgenden Tag an der Stelle ein Holzkreuz aus Eichenholz aufgestellt.
Im Jahre 2000 begann der Kirchenbau. Und am 12. November des gleichen Jahres, am Feiertag des Hl. Königs Milutin wurden die Kirchenfundamente vom Bischof der damaligen Großeparchie Šabac-Valjevo Lavrentije (Trifunović) geweiht. Das Bauland war ein Geschenk von Vojislav Antonić und das Pfarrhaus wurde durch die Spende der Familie Jeremić aus Dragijevica errichtet.
Den Bauplan entwarf der Architekt Tihomir Dražić aus Valjevo.
2011 wurde die Kuppel der Kirche, die mit Aluminiumblech aus Sevojno verkleidet ist, verputzt und fertiggestellt. Auch wurde begonnen, die Fassade der Kirche zu verputzen. Es mussten noch das Kirchenschiff mit einem Dach bedeckt sowie die nötigen Tischlerarbeiten an der Ikonostase durchgeführt werden. Auch das Kircheninnere musste noch hergerichtet werden. In den darauffolgenden Jahren wurde die Kirche fertiggestellt.
Am Sonntag, dem 11. Oktober 2015 wurde die Kirche vom damaligen Bischof der Eparchie Valjevo Milutin (Knežević) mit der Assistenz mehrerer Geistlicher und der Anwesenheit von mehreren hunderten Gläubigen der Gegend feierlich eingeweiht.
Die Kirche wurde von den Dorfbewohnern erbaut. Großen Verdienst am Kirchenbau hatte der in Frankreich lebende, aus Dragijevica stammende Života Marković, der Priester Nenad Marković aus Valjevo, sowie Stanimir Matić und Vera Stevanović. Frau Stevanović hatte mit dem Segen des damaligen Patriarchen seiner Heiligkeit Pavle (Stojčević) beim Kirchenbau in Dragijevica geholfen.
Die einschiffige Kirche ist in der Form eines länger gestreckten Trikonchos konzipiert, sie besitzt eine in Stufen gestaltete halbeckige Altar-Apsis an der Ostseite, eine über der nördlichen Hälfte des Kirchenschiffes stehende Kuppel mit einem Spitzdach auf dem das Kirchenkreuz steht, sowie eine halbeckige Konche an der Nord- und Südseite. An der Westseite der Kirche befindet sich ein mit Säulen gestütztes Vordach, an dem auch die Kirchglocke montiert ist. Die Kirche besitzt drei Eingänge, den Haupteingang an der Westseite, sowie jeweils einen Nebeneingang an der Nord- und Südseite.
Sie besitzt typisch für Orthodoxe Kirchenbauten eine (hölzerne) Ikonostase mitsamt Ikonen. Zurzeit ist das Kircheninnere nicht mit Fresken bemalt. Die Ikonen sind Werke des akademischen Malers Gojko Ristanović.
Die Kirche wird derzeit vom Erzpriester der Pfarrkirche Hl. Georg im Dorf Osladić Zoran Jerotić betreut.

## Belege
- Artikel über die Einweihung der Kirche auf der Seite der Serbisch-orthodoxen Kirche (serbisch)
- Artikel über die Bauarbeiten an der Kirche auf der Seite der Serbisch-orthodoxen Kirche (serbisch)
- Artikel über Kirchenslava auf der Seite der Eparchie Valjevo (serbisch)
- Information über die Kirche auf der Seite radioistocnik (serbisch)
- Artikel über die Legende auf der Seite stanjestvari.com (serbisch)
- Artikel über die Kircheneinweihung auf der Seite der Opština Osečina (serbisch)

Koordinaten: 44° 20′ 2,6″ N, 19° 38′ 37,7″ O